# NGC 132
NGC 132 è una galassia a spirale situata nella costellazione della Balena.
È stata scoperta il 25 dicembre 1790 dall'astronomo tedesco di nascita, ma naturalizzato britannico William Herschel, che la descrisse come "piuttosto debole, considerevolmente grande, arrotondata, gradualmente più brillante al centro, chiazzata, non risolta". Fu nuovamente osservata il 12 ottobre 1827 da John Herschel, figlio dello scopritore.
Ha una classe di luminosità III e presenta una larga riga a 21 cm dell'idrogeno neutro.

## Supernova SN 2004fe
Il 30 ottobre 2004, all'interno di NGC 132 stata scoperta la supernova SN 2004fe da parte di un gruppo di astronomi impegnati nel programma congiunto LOSS/KAIT (Lick Observatory Supernova Search dell'osservatorio Lick e The Katzman Automatic Imaging Telescope dell'Università della California - Berkeley). La supernova apparteneva al tipo Ic.